# Détournement Caniapiscau-Laforge

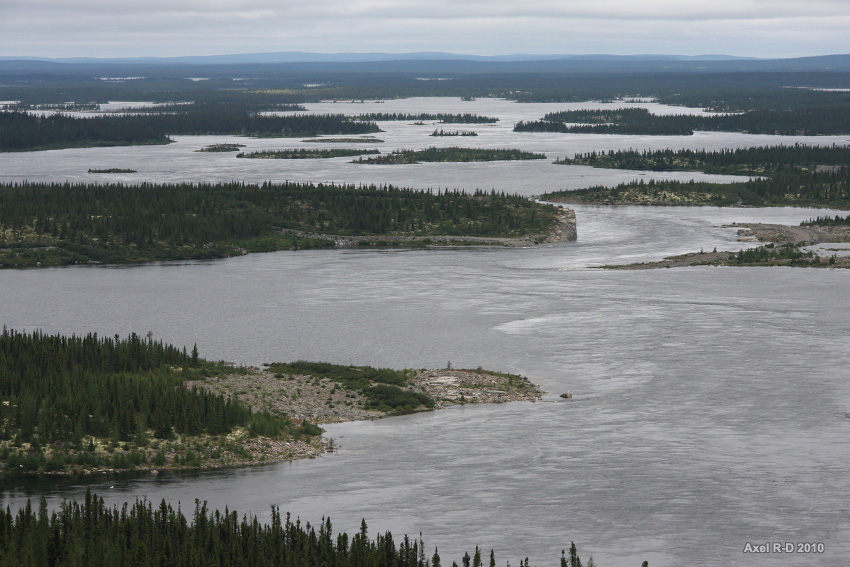
Le détournement Caniapiscau-Laforge, en aval de la centrale Brisay.

Le détournement Caniapiscau-Laforge désigne un parcours des eaux de 230 km entre la sortie de l'aménagement de Brisay et l'émissaire du réservoir La Grande-4, dans le nord du Québec (Canada). Il a été réalisé entre 1976 et 1983 pour le compte d'Hydro-Québec par sa filiale, la Société d'énergie de la Baie James, dans le cadre des travaux de la première phase du Projet de la Baie-James
Le projet qui, à l'origine, consistait simplement à dériver les eaux du réservoir de Caniapiscau vers les centrales construites plus à l'ouest, a été modifié dans les années 1990 par la construction de trois centrales hydroélectriques. La première, la centrale Brisay (469 MW), contrôle les soutirages de la réserve pluriannuelle du complexe, qui sont variables selon la saison. Cent kilomètres en aval, la Laforge-2 est une centrale au fil de l'eau de 319 MW qui a remplacé un seuil à la sortie du bassin Fontanges. La dernière, Laforge-1, est une centrale de surface à réservoir d'une puissance de 878 MW.

## Description

### Bassin Fontanges

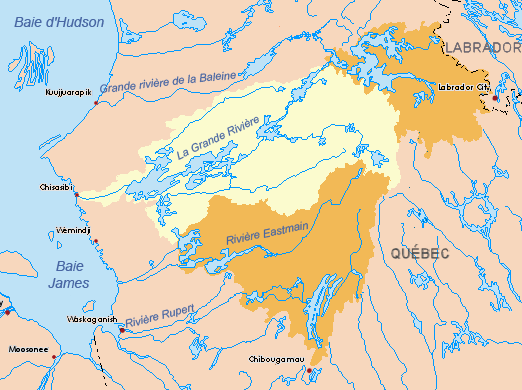
Le bassin versant de la Grande Rivière. Le détournement Caniapiscau-Laforge relie le réservoir de Caniapiscau au réservoir de la centrale LG-4.

Plutôt que de relâcher les débits transférés du bassin de la rivière Caniapiscau directement dans celui de la rivière Laforge, un affluent de La Grande Rivière, les ingénieurs de la SEBJ ont choisi d'exploiter une petite partie enclavée du bassin versant de la Grande Rivière de la Baleine.
Ce premier segment, connu sous le nom de bassin Fontanges, fait transiter les eaux vers le nord, par les lacs Chambrun et Néret, avant d'être redirigées vers le lac Fontanges, à l'ouest, par une série de 24 digues qui séparent la dérivation du reste du bassin de la Grande Rivière de la Baleine. Le parcours de 100 km aménage une superficie supplémentaire de 1 170 km2 et contribue en moyenne 29 m3/s  au débit du complexe —ce qui correspond à 3,6 % du débit moyen détourné à Brisay. Les eaux rejoignent finalement le bassin de la rivière Laforge, un affluent de la Grande Rivière, après avoir franchi un seuil déversant latéral de 3 m, d'une capacité maximale de 1 200 m3/s.
Les 24 digues du bassin Fontanges ont été construites en enrochement, granulaire ou homogène, selon la disponibilité des matériaux à proximité. Il s'agit d'ouvrages en général assez longs, mais de faible hauteur, le plus haut s'élevant à 25 m. Leur niveau en crête varie de 484,0  à   484,6 m, afin conserver une revanche de 3 m au-dessus du niveau maximal d'exploitation. Six digues, nommées KD-1 à KD-3D ferment l'écoulement entre le lac Néret et les lacs Mercœur et Chaumont au nord est du bassin, alors que les autres sont concentrées dans la région du lac Fontanges, qui marque la transition entre cette section du parcours des eaux et l'entrée dans le bassin de La Grande Rivière. D'une longueur combinée de 16 639 m, les digues ont été construites avec 6 186 700 m3, dont le quart en moraine. 
Avant d'atteindre la deuxième série de digues qui ceinturent le lac Fontanges, des travaux d'excavation ont été réalisés dans une zone étroite et peu profonde à l'exutoire du lac Mondessert, afin d'améliorer les conditions d'écoulement. L'excavation de ce chenal et d'un autre, au lac Fontanges, ont entraîné l'enlèvement de 1,56 million de m 3 de mort-terrain et de 800 000 m3 de roc.
La deuxième série de digues du bassin Fontanges est concentrée sur les deux rives du lac du même nom. En raison de la nature des fondations par endroits, certaines digues ont requis une conception particulière. C'est le cas de la digue KD-4, ouvrage en enrochement de 21 m fondé en partie sur des dépôts hétérogènes de moraines ; de la KD-5, digue de type granulaire longue de 2,5 km et haute de 19 m qui est fondée sur un esker ; de la KD-14, remblai de 25 m fondé sur mort-terrain ainsi que de la digue KD-13E. Cette dernière est un ouvrage en enrochement long de 2 750 m et haut de 25 m qui présente la particularité de couper le lac Fontanges sur environ 600 m. L'ouvrage est fondé sur la moraine qui était sous une couche de silt profonde de 5  à   6 m et qui a été excavée sur toute l'emprise.